# Сахель

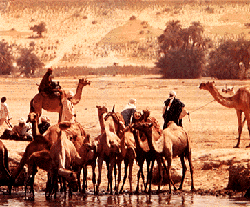
Верблюди на водопої

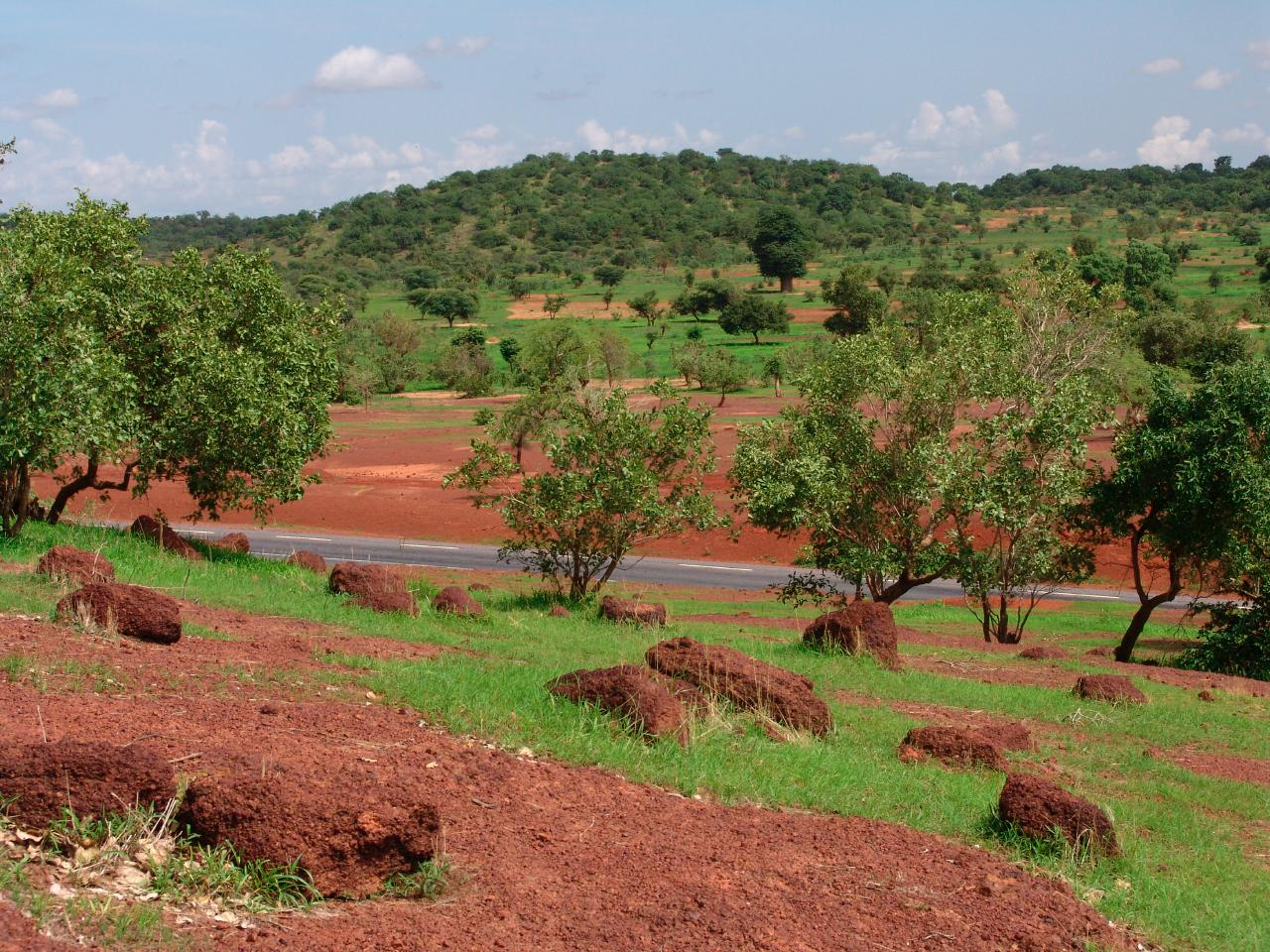
Сахель у сезон дощів

14°28′29″ пн. ш. 13°30′42″ сх. д. / 14.474672° пн. ш. 13.511696° сх. д.
Сахель (араб. ساحل sāḥil [ˈsaːħil]; сахель, у перекладі означає «берег», «рубіж» або «узбережжя») — тропічна савана в Африці, яка є своєрідним переходом між Сахарою і південними, родючішими землями, відомішими як африканський регіон Судан (не плутати з державою Судан). Сахелем також називають напівпустельні та степові райони на північ від Сахари — зокрема Туніський і Алжирський Сахель.

## Географія
Сахель простягнувся на 3900 км від Атлантичного океану на заході до Червоного моря на сході поясом, ширина якого змінюється від декількох сотень до тисяч кілометрів. Цей екорегіон напівпосушливих полів і саван покриває площу, що дорівнює 3 053 200 км². Сьогодні Сахель охоплює такі держави, як Сенегал, Мавританія, Малі, Буркіна-Фасо, Нігер, Нігерія, Чад, Судан і Еритрея.
Топографічно Сахель вважається «плоским», його висота коливається на рівні 200—400 метрів над рівнем моря. Деякі ізольовані плато та гірські пасма беруть початок у Сахелі, утім, їх вважають окремими екологічними регіонами — їхня флора і фауна відмінні від навколишніх низовин.
Історично Сахель був батьківщиною державних утворень — королівств та імперій, що одержували прибутки з торгівлі через пустелю, як-от Гана, Малі, Сонгаї та інші. Усі разом ці держави відоміші як «Сахельські королівства».

## Клімат
У Сахелі тропічний і спекотний клімат, із сильними сезонними змінами в опадах і температурі. Тут випадає приблизно 200—600 мм опадів на рік, здебільшого з травня по вересень (сезон мусонів), у вигляді сильних, але короткочасних злив. Є сильна кореляція між зливами в області Сахелю й ураганною діяльністю в Атлантиці.
Середньомісячні температури коливаються від 33—36 °C влітку до 18—21 °C взимку. Протягом зими гарячі сухі вітри Сахари можуть створювати справжні «пісочні шторми».

### Історія клімату
Близько 12 тис. років тому Сахель був частиною Сахари й покритий дюнами. Вони й сформували сучасний ландшафт. Величезне озеро Чад і Внутрішня дельта Нігеру є залишками, сформованими після кінця льодовикового періоду. Найважливіше обмеження в Сахелі — брак ґрунту і води.
Ґрунти в Сахелі, здебільшого піщані й кислі, мають дуже низький вміст азоту та фосфатів. Ґрунти дуже пористі й після злив швидко осушуються.

## Опустелювання та ерозія ґрунту
Якщо зміни клімату в Сахелі не буде сповільнено, а опустелювання призупинено (наскільки це можливо) завдяки стійкому екологічному розвитку та будь-яким формам лісовідновлення, це лише питання часу, коли всі землі країн цього регіону перетворяться в пустелю під впливом згубної людської діяльності. Надмірне землеробство, надмірний випас, перенаселення малородючих земель, а також природна ерозія ґрунту спричинили опустелювання регіону. Ці події також мали вплив на будівництво — вимушені зміни матеріялів. Проєкт бездеревного будівництва було представлено в Сахелі в 1980 році Міністерством розвитку, відтоді він спромігся досягти значних успіхів. Найбільшим проєктом для боротьби з опустелюванням у Сахелі шляхом лісовідновлення є Велика зелена стіна.
Пилові бурі є частим явищем у регіоні. У листопаді 2004 року низка масштабних пилових бур, виникших у западині Боделе, накрили Чад. Це місце часто потерпає від таких явищ, що відбуваються в середньому 100 днів на рік.
23 березня 2010 року потужна піщана буря накрила Мавританію, Сенегал, Гамбію, Гвінею-Бісау, Гвінею та Сьєрра-Леоне. У той же час іще одна піщана негода бушувала в Алжирі, Мавританії, Малі та північному Кот-д'Івуарі.

## Етимологія
Термін «Сахель» запозичено з арабської назви регіону الساحل al-sāḥil. Sāḥil значить «узбережжя, берег» та є певною метафорою на південний край Сахари. Однак таке використання не підтверджено в класичній арабській мові, тож можна припустити, що натомість воно походить від арабського слова سهل sahl «простий».

## Культура
Більшість населення Сахелю — напівкочовики, що живуть завдяки відгінному скотарству, найкращому способу виживання в Сахелі. Різниця між посушливою північчю та півднем, що має більший рівень поживних речовин у ґрунті та є багатим на вологу й рослинність, використовується для того, щоб стада паслися високоякісними кормами на півночі під час вологого сезону та йшли кілька сотень кілометрів на південь, щоб пастися на більш рясних, але менш поживних кормах у посушливий період.
У Західному Сахелі розповсюджена полігамія та дитячі шлюби.
Жіноче обрізання практикується в усьому регіоні.

## Флора та фауна

### Флора
Сахель здебільшого покритий полями й саванами, з невеликими ділянками лісів. Трава покриває всю область Сахелю; серед типів трави переважають Cenchrus biflorus, Schoenefeldia gracilis та Aristida stipoides. Серед різновидів акацій переважають такі види, як Acacia tortilis (найпоширеніша), Acacia senegal та Acacia laeta. Зустрічаються й інші види дерев (Commiphora africana, Balanites aegyptiaca, Faidherbia albida, та Boscia senegalensis). У північній частині Сахелю є «терени кущів», так звана альтернатива теренам полів і саван. Протягом довгого сухого сезону з багатьох дерев опадає листя, гинуть трави.

### Фауна
Раніше Сахель був місцем великих поселень ссавців, як-от антилопа шаблерога (Oryx dammah), газелі (Gazella dama, Gazella dorcas, Gazella rufifrons), а також антилопа конгоні (Alcelaphus busephalus buselaphus). Крім травоїдних, зустрічались і хижаки, наприклад, гієновидний собака (Lycaon pictus), гепард (Acinonyx jubatus) і лев (Panthera leo). Видове різноманіття значно зменшилося; через полювання деякі види оголошено вимираючими (Gazella dorcas і Gazella rufifrons).
Заболочені місця Сахелю важливі для міграційних птахів, що переміщуються в межах Африки з африкансько-євразійського міграційного маршруту.

## Посухи
Сахель століттями потерпає через регулярні посухи та мегапосухи. Одна з таких мегапосух тривала 250 років, з 1450 до 1700 року. Сухоліття 1914 року, спричинене значно нижчим за середньорічний рівнем опадів, призвело до масштабного голоду в усьому регіоні. З 1951 до 2004 року Сахель переживав одну з найдовготриваліших і найсуворіших посух в Африці. У 1960-х спостерігалося значне збільшення кількості опадів у регіоні, які певним чином покращили стан північних територій, що призвело до активного їх заселення. Тож, коли почалася сухота 1968—1974, пасовища швидко знову стали непридатними для життя. Як і сухоліття 1914 року, ця посуха призвела до масового голоду, але цього разу частково загальмованого міжнародним розголосом і постачанням гуманітарної допомоги. Ця катастрофа привела до заснування Міжнародного фонду сільськогосподарського розвитку.

### Посуха 2010 року
У червні — серпні 2010 року в Сахелі наступила голоднеча. Урожай Нігеру не зміг дозріти через надто високу температуру: 350 000 голодуючих та 1 200 000 на межі голоду. У Файя-Ларжо (найбільше місто Чаду) станом на 22 червня температура сягала 47,6 °C, що перевершило рекордну позначку 1961 року. Того ж дня було побито рекордну температуру 1998 року (47,1 °C) у Білмі (Нігер) — 23 червня зафіксовано температуру 48,2 °C. Найвища температура, зафіксована в Судані, була досягнута 25 червня — 49,6 °C у Донголі, — побивши рекорд, установлений в 1987 році. 14 липня Нігер повідомив про чисельну дитячу смертність, причинами якої стали діарея, недоїдання, гастроентерити, голодування та захворювання органів дихання. Нова військова хунта закликала світ надати гуманітарну допомогу, та вжила заходів задля постачання її з-за кордону. Станом на 26 липня в Чаді та Нігері спека досягла майже рекордного рівня, що призвело до смерті 20 людей від зневоднення.

## Нестабільність і злочинність у регіоні
Терористичні організації, зокрема Боко харам та Аль-Каїда в ісламському Магрибі, сприяють екстремізму, насильству й нестабільності в Сахелі. У березні 2020 року США відрядили свого спеціального посланця до регіону задля боротьби зі зростанням насильства з боку терористичних груп.
Посол Пітер Фам обійняв посаду 1 березня 2020 року. Він був представником Сполучених Штатів у Африці з листопада 2018 року.
Конфлікт «фермерів і пастухів» у Нігерії, Малі, Судані та інших країнах сильно загострився через кліматичні зміни, ерозію ґрунту та зростання населення. Посухи й дефіцит продовольства також зробили свій вклад в ескалацію війни в Малі.
9 липня 2020 року Сполучені Штати висловили занепокоєння з приводу зростання кількості порушень прав людини органами державної безпеки Сахелю. Приводом для цього стали документи, оприлюднені Г'юман Райтс Вотч 1 липня. Звіти за березень 2022 року показують, що бойовики розширюють свій вплив на південь від Сахелю.

## Історія

### Рання історія
Перші «підприємства» сільського господарства з'явились у Сахелі приблизно за 5000 років до нашої ери, коли культивували сорго (Sorghum) і африканський рис (Oryza glaberrima). Приблизно тоді ж було одомашнено цесарок (Numida meleagris).
Десь за 4000 років до нашої ери клімат пустелі Сахара й Сахелю почав стрімко ставати сухішим. Ця зміна клімату викликала прискорення опустелювання. Цей процес пришвидшив пересування сільськогосподарських областей у зони з вологішим кліматом, як-от Західна Африка.

### Міграції населення
Традиційно більшість народів Сахелю були напівкочові, тому й сільське господарство «пересувалось», але цей спосіб ведення господарства є, ймовірно, найжиттєздатнішим в умовах Сахелю. Відмінності між «сухою» північчю, з вищим рівнем поживних речовин у ґрунті, і вологішим півднем треба використовувати так, щоб стада худоби перебували на високоякісному ґрунті Півночі протягом вологого сезону, а потім здійснювали похід на кілька сотень кілометрів на південь, щоб потрапити на ряснішу ділянку з менш живильним ґрунтом під час сухого сезону на Півдні. Між кочовими пастухами тривають постійні конфлікти за найсприятливіші частини Сахелю.

### Середньовічні державні утворення
Сахельські королівства становили собою низку імперій, що розташовувались у Сахелі. Багатство держав зростало від управління маршрутами торгового шляху через Сахару. Їхню владу підкріплювала наявність у них великих в'ючних тварин, як-от верблюди й коні, корисних як у торгівлі, так і в битвах. Усі ці імперії були децентралізованими, з містами, що мали значну автономію. Перші великі королівства Сахелю з'явилися після 750 року н. е., і вони створили кілька великих торговельних міст на річці Нігер: Тімбукту, Гао і Джен.
Території держав Сахелю були обмежені від півдня до лісової зони народу Ашанті і Йоруба, оскільки воїни королівств були безпорадні в лісах, а коні й верблюди втрачали свою боєздатність.

### Посухи XX століття
Головна посуха в Сахелі настала в 1914 році. Її спричинила низька кількість дощів. Це явище викликало масштабний голод. У 1960-х роках кількість злив у цьому регіоні значно зросла. Північна частина стала доступнішою. Довгий період посухи з 1968 по 1974 рр. незабаром учинив Сахель нежиттєздатним. Відбулася сильна зміна ландшафту. Лише допомога міжнародних організацій дозволила Сахелю уникнути такої кількості жертв, як в 1914 році. Ця катастрофа призвела до створення Міжнародного Фонду Сільськогосподарського Розвитку.